# Élection présidentielle slovène de 2017
L'élection présidentielle slovène de 2017 a lieu les 22 octobre et 12 novembre 2017 au terme du mandat du président en exercice, Borut Pahor. Celui ci manque de peu de se faire réélire dès le premier tour, avec plus de 47 % des voix et loin devant le second candidat, Marjan Šarec (25 %), Aucun candidat n'ayant recueilli la majorité absolue au premier tour, un second tour de scrutin est organisé 15 jours plus tard, finalement remporté par Borut Pahor avec près de 53 % des voix.

## Système électoral
Le président de la République de Slovénie est élu au suffrage universel direct, au scrutin uninominal majoritaire à deux tours, pour un mandat de cinq ans renouvelable une seule fois de manière consécutive.

## Conditions d'éligibilité
L'article 103 de la Constitution dispose que le candidat doit être citoyen slovène. Le mandat de président n'est renouvelable qu'une seule fois. Le président sortant, Borut Pahor, n'ayant effectué qu'un mandat, il est rééligible pour un deuxième.

## Sondages
| Dates                           | Institut   | Échantillon | Krause | Likovič | Brenčič | Novak  | Pahor  | Popovič | Šarec  | Šiško | Tomc  |
| ------------------------------- | ---------- | ----------- | ------ | ------- | ------- | ------ | ------ | ------- | ------ | ----- | ----- |
| 5-7 octobre 2017                | Ninamedia  | 450         | 0,1 %  | 0,3 %   | 0,6 %   | 3,6 %  | 40,4 % | 1,0 %   | 14,9 % | 1,3 % | 5,5 % |
| 2-6 octobre 2017                | Parsifal   | 722         | 0,1 %  | 0,3 %   | 1,1 %   | 3,0 %  | 31,5 % | 0,7 %   | 13,1 % | 1,0 % | 4,1 % |
| 29 septembre - 6 octobre 2017   | Episcenter | 1 241       | 0,2 %  | 0,5 %   | 1,2 %   | 4,9 %  | 31,2 % | 0,6 %   | 13,3 % | 0,5 % | 4,4 % |
| 29 septembre - 1er octobre 2017 | Valicon    | 1 140       | 0,8 %  | 2,3 %   | 3,7 %   | 5,3 %  | 41,2 % | 3,6 %   | 22,0 % | 1,7 % | 5,4 % |
| 28-29 septembre 2017            | Delo Stik  | 500         | 1,0 %  | 1,0 %   | 2,0 %   | 10,6 % | 34,8 % | 1,0 %   | 22,7 % | 1,0 % | 9,9 % |

| Dates              | Institut  | Échantillon | Pahor  | Šarec  |
| ------------------ | --------- | ----------- | ------ | ------ |
| 24-26 octobre 2017 | Ninamedia | 700         | 51,2 % | 34,0 % |

## Résultats

Candidat en tête par localité.

| Candidat                          | Candidat                          | Parti                                 | Premier tour | Premier tour | Second tour | Second tour |
| Candidat                          | Candidat                          | Parti                                 | Voix         | %            | Voix        | %           |
| --------------------------------- | --------------------------------- | ------------------------------------- | ------------ | ------------ | ----------- | ----------- |
|                                   | Borut Pahor                       | Sociaux-démocrates                    | 348 507      | 47,07        | 375 106     | 52,98       |
|                                   | Marjan Šarec                      | Liste Marjan Šarec                    | 184 873      | 24,97        | 332 871     | 47,02       |
|                                   | Romana Tomc                       | Parti démocratique slovène            | 101 714      | 13,74        |             |             |
|                                   | Ljudmila Novak                    | Nouvelle Slovénie                     | 52 973       | 7,15         |             |             |
|                                   | Andrej Šiško                      | Mouvement de la Slovénie unie         | 16 440       | 2,22         |             |             |
|                                   | Boris Popovič                     | La Slovénie pour toujours             | 13 266       | 1,79         |             |             |
|                                   | Maja Makovec Brenčič              | Parti du centre moderne               | 12 724       | 1,72         |             |             |
|                                   | Suzana Lara Krause                | Parti populaire slovène               | 5 711        | 0,77         |             |             |
|                                   | Angela Likovič                    | Voix pour les enfants et les familles | 4 269        | 0,58         |             |             |
|                                   |                                   |                                       |              |              |             |             |
| Votes valides                     | Votes valides                     | Votes valides                         | 740 477      | 99,28        | 707 979     | 98,77       |
| Votes blancs et nuls              | Votes blancs et nuls              | Votes blancs et nuls                  | 5 358        | 0,72         | 8 849       | 1,23        |
| Total                             | Total                             | Total                                 | 745 835      | 100          | 716 826     | 100         |
| Abstention                        | Abstention                        | Abstention                            | 967 909      | 56,43        | 996 918     | 58,16       |
| Nombre d'inscrits / participation | Nombre d'inscrits / participation | Nombre d'inscrits / participation     | 1 713 744    | 43,57        | 1 713 744   | 41,84       |

### Répartition des suffrages au second tour
| Borut Pahor (52,98 %) |  |  | Marjan Šarec (47,02 %) |
| ▲                     |  |  |                        |
| Majorité absolue      |  |  |                        |